# Keeseville (New York)
La census-designated place de Keeseville  se trouve dans les comtés de Clinton et d'Essex, État de New York, aux États-Unis.
|               | Plattsburgh Vers Montreal                   | Port Kent, New York                              |
|               | Keeseville                                  | AuSable Chasm, Lac Champlain Burlington, Vermont |
| AuSable Forks | Elizabethtown Vers Lake George Vil., Albany | Vermont, Lac Champlain                           |